# Samara (fiume)
La Samara (in russo Сама́ра?) è un fiume della Russia europea sudorientale (Oblast' di Orenburg e di Samara), affluente di sinistra del Volga.

## Descrizione
Nasce dal versante settentrionale della catena di rilievi collinari dell'Obščij Syrt, scorrendo successivamente con direzione mediamente nord-occidentale in una zona di steppa dapprima debolmente rilevata, successivamente pianeggiante; sfocia da sinistra nel Volga, a 1 398 km dalla foce, nel bacino idrico di Saratov, a sud della città di Samara. Il fiume ha una lunghezza di 594 km, l'area del suo bacino è di 46 500 km². I principali affluenti sono il Tok, il Bol'šoj Uran, il Malyj Uran e il Bol'šoj Kinel' dalla destra idrografica, il Buzuluk dalla sinistra.
Il regime del fiume è caratteristico dei corsi d'acqua di queste zone semiaride: gelato all'incirca da fine novembre - inizio dicembre fino all'inizio di aprile, ha il massimo annuo di portata nella stagione primaverile e un minimo annuo molto accentuato in estate, conseguenza del caldo e dell'aridità.
Oltre a Samara, altri centri urbani di qualche rilievo toccati nel corso sono Buzuluk e Soročinsk.

## Archeologia
Il fiume Samara è all'origine del nome di una cultura neolitica diffusasi nella regione tra il VI e il V millennio avanti Cristo che si pensa essere parte (per vicinanza geografica) della ipotetica patria originaria protoindoeuropea, da cui si originò la diffusione della famiglia linguistica indoeuropea.